# José Coronado
José María Coronado García (Madrid, 14 de agosto de 1957) es un actor de cine y televisión español, ganador del Premio Goya como mejor actor protagonista en 2011 y mejor actor de reparto en 2024.

## Biografía
Nacido en el seno de una familia madrileña acomodada. Su padre, José María Coronado Valcárcel fue Doctor Ingeniero de Telecomunicaciones y su madre es María Rosa García Barajas. Tiene dos hermanas: África y Patricia. Él es el hijo mediano.
Tras acabar sus estudios en el instituto comenzó a estudiar Medicina, pero tras cuatro años de estudio decidió iniciar Derecho. Allí estudió dos años y, según sus propias palabras, «acabé siendo un perfecto jugador de mus y póker».
Por aquella época ya le habían llamado de alguna que otra agencia de modelos para hacer algunos anuncios de televisión. Todo esto hasta que recibió una llamada para rodar un anuncio de whisky en Menorca, con el que cobraría una importante suma de dinero. En ese momento decidió a dar el paso e introducirse en ese mundo.

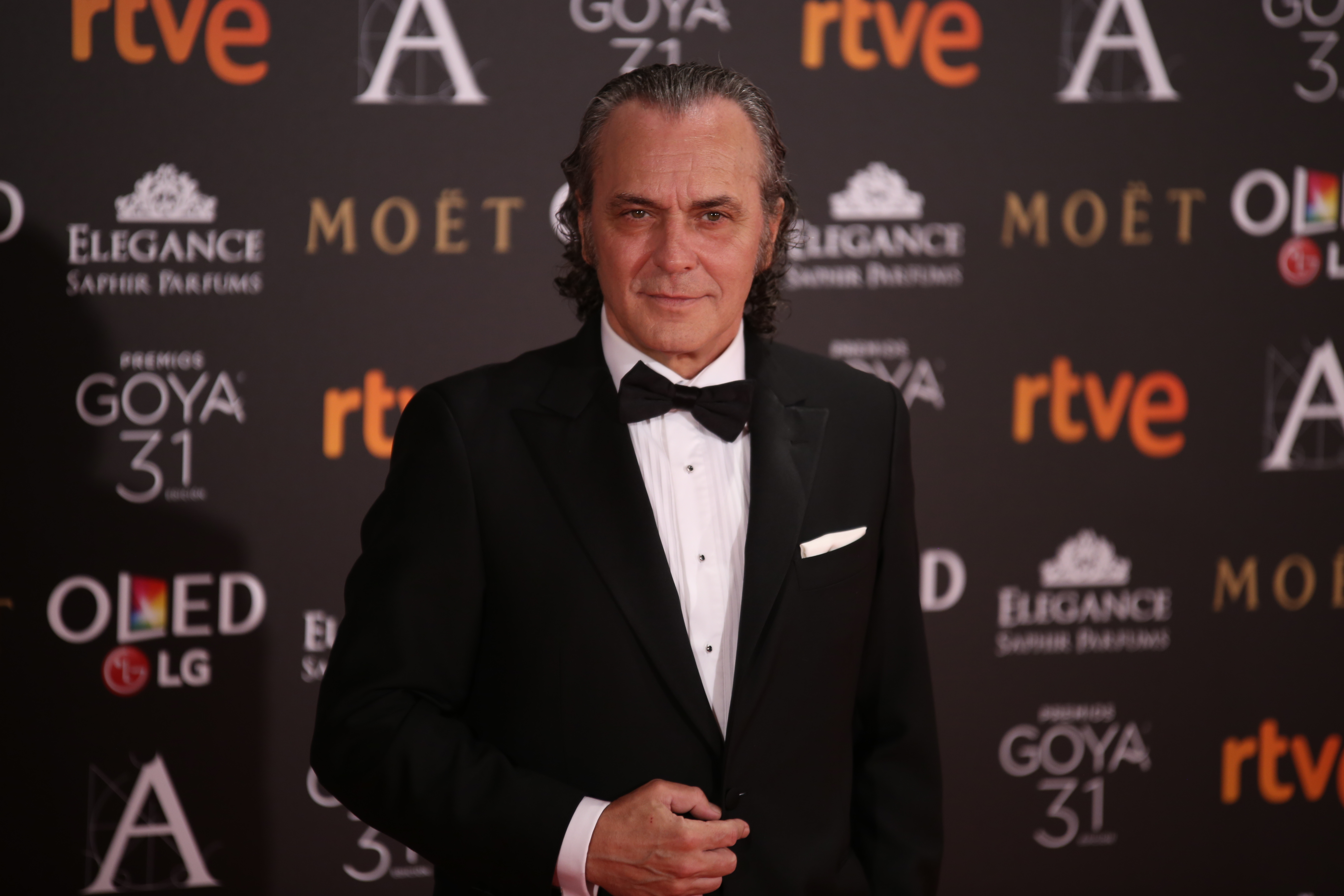
José Coronado en los Premios Goya de 2017

Tras unos años por España y Europa actuando, decide volver a casa y montar una agencia de modelos. La agencia funcionó y más tarde decidió abrir una agencia de viajes y un restaurante.
Antes de cumplir treinta años decidió recibir clases de interpretación con Cristina Rota e inicia su carrera con la participación en la obra El público (1987) y en la película de Kim Densalat, Waka-Waka (1987).
En televisión ha participado en numerosas series y películas, destacando su papel en la exitosa serie Periodistas (1998-2001), que le supuso el Fotogramas de Plata al mejor actor de televisión en 1998. Sus últimos trabajos en este medio han sido Los 80 (2004), RIS Científica (2007), Acusados (2009) y El Príncipe (2014). Además, en 1996 se estrenó como presentador conduciendo el Late night La noche prohibida en Antena 3.
Tras su debut en cine en el año 1987, ha participado en más de 30 películas, recibiendo dos nominaciones a los premios Goya en la categoría de "Mejor actor de reparto" por sus trabajos en Goya en Burdeos (1999), de Carlos Saura y La caja 507 (2002), de Enrique Urbizu. Destaca también su participación en películas como Berlín Blues (1988), de Ricardo Franco, El Lobo (2003), de Miguel Courtois o GAL (2006) del mismo director.
A principio de la década de los años 2000, y durante más de 7 años, Coronado es la imagen de Danone y de sus yogures 'BIO', más tarde renombrados como 'Activia'.
En el año 2001, comienza su relación profesional con el director Enrique Urbizu, participando en La caja 507 (2002) y La vida mancha (2003); siendo No habrá paz para los malvados (2011) su tercera colaboración con el director y por la que obtiene el premio Goya como Mejor actor protagonista por su interpretación del corrupto Santos Trinidad. La relación con el director bilbaíno continúa en la actualidad, protagonizando la serie Gigantes, dirigida por Urbizu y producida por La Zona Films.
Tiene un hijo de la modelo Paola Dominguín, que ha seguido los pasos de sus padres llamado Nicolás y una hija, Candela, nacida de su relación con la cantante Mónica Molina. Además, colabora en la campaña de Ayuda en Acción junto con su hijo Nicolás.
Tuvo un romance con la hija de la Duquesa de Alba, Eugenia Martínez de Irujo , que fue revelado en julio de 2015 por la revista ¡Hola!, rompiendo un mes después.
El 27 de marzo de 2017 apareció en el programa de televisión El hormiguero.
El 15 de abril de 2017 tuvo un infarto de miocardio y el actor fue ingresado en el Hospital de la Princesa de Madrid en estado estable.
En 2018, estrenó Vivir sin permiso una serie de Telecinco, de nuevo junto al actor Álex González como dúo protagonista.
En 2022, estrenó la serie de éxito internacional Entrevías, también de Telecinco, junto a la joven actriz Nona Sobo.

## Filmografía

### Cine
| Año  | Película                                 | Personaje                    | Director                  |
| ---- | ---------------------------------------- | ---------------------------- | ------------------------- |
| 1987 | Waka-Waka                                | Tony                         | Kim Densalat              |
| 1988 | El tesoro                                | Jerónimo                     | Antonio Mercero           |
| 1988 | Berlín Blues                             | David                        | Ricardo Franco            |
| 1988 | Jarrapellejos                            | Octavio Trillo               | Antonio Giménez-Rico      |
| 1988 | Brumal                                   | Falso párroco de Brunal      | Cristina Andreu           |
| 1990 | Yo soy ésa                               | Jorge Olmedo                 | Luis Sanz                 |
| 1990 | La luna negra                            | Adrián                       | Imanol Uribe              |
| 1992 | El teniente Lorrena                      | Castaño                      | Antonio Pedro Vasconcelos |
| 1992 | Aquí, el que no corre...vuela            | Juan                         | Tito Fernández            |
| 1992 | Salsa rosa                               | Rosario                      | Manuel Gómez Pereira      |
| 1993 | Cucarachas                               | Gregorio                     | Toni Mora                 |
| 1994 | El cianuro... ¿solo o con leche?         | Enrique                      | José Miguel Ganga         |
| 1994 | Una chica entre un millón                | Teo                          | Álvaro Sáenz de Heredia   |
| 1997 | La desaparición de García Lorca          | Néstor González              | Marcos Zurinaga           |
| 1998 | La vuelta de El Coyote                   | César de Echagüe «El Coyote» | Mario Camus               |
| 1998 | El Coyote: El tribunal del Coyote (TV)   | César de Echagüe «El Coyote» | Mario Camus               |
| 1998 | El Coyote: Don César de Echagüe (TV)     | César de Echagüe «El Coyote» | Mario Camus               |
| 1998 | La mirada del otro                       | Elio                         | Vicente Aranda            |
| 1999 | Goya en Burdeos                          | Francisco de Goya (joven)    | Carlos Saura              |
| 1999 | Frontera Sur                             | Roque Díaz Ouro              | Gerardo Herrero           |
| 2000 | Cascabel                                 | Freddy Barleta               | Daniel Cebrián            |
| 2001 | Anita no pierde el tren                  | Antonio                      | Ventura Pons              |
| 2002 | La vida de nadie                         | Emilio                       | Eduard Cortés             |
| 2002 | Poniente                                 | Curro                        | Chus Gutiérrez            |
| 2002 | La caja 507                              | Rafael Mazas                 | Enrique Urbizu            |
| 2003 | Los Reyes Magos                          | Gaspar (voz)                 | Antonio Navarro           |
| 2003 | Lo mejor que le puede pasar a un cruasán | Sebastián Miralles           | Paco Mir                  |
| 2003 | La vida mancha                           | Pedro                        | Enrique Urbizu            |
| 2004 | El Lobo                                  | Ricardo                      | Miguel Courtois           |
| 2004 | Fuera del cuerpo                         | Marcos / Adolfo              | Vicente Peñarrocha        |
| 2004 | A + (Amas)                               | Leonardo «Leo»               | Xavier Ribera             |
| 2006 | GAL                                      | Ricardo Palacios             | Miguel Courtois           |
| 2006 | La dama boba                             | Laurencio                    | Manuel Iborra             |
| 2006 | La distancia                             | Guillermo                    | Iñaki Dorronsoro          |
| 2006 | Animales heridos                         | Silvio                       | Ventura Pons              |
| 2006 | La crisis carnívora                      | Altaicus                     | Pedro Rivero              |
| 2007 | Tuya siempre                             | Manuel Gay                   | Manuel Lombardero         |
| 2007 | Masala                                   | Antonio                      | Salvador Calvo            |
| 2008 | Todos estamos invitados                  | Xavier Legazpi               | Manuel Gutiérrez Aragón   |
| 2009 | Luna caliente                            | Inspector                    | Vicente Aranda            |
| 2011 | No habrá paz para los malvados           | Santos Trinidad              | Enrique Urbizu            |
| 2012 | El cuerpo                                | Jaime Peña                   | Oriol Paulo               |
| 2013 | Los últimos días                         | Enrique                      | Álex y David Pastor       |
| 2013 | Hijo de Caín                             | Carlos Albert                | Jesús Monllaó             |
| 2014 | Fuego                                    | Carlos Bustamente            | Luis Marías               |
| 2014 | Betibú                                   | Lorenzo Rinaldi              | Miguel Cohan              |
| 2015 | Solo química                             | Julián                       | Alfonso Albacete          |
| 2016 | La corona partida                        | Maximiliano I de Habsburgo   | Jordi Frades              |
| 2016 | El hombre de las mil caras               | Jesús Camoes                 | Alberto Rodríguez         |
| 2016 | Cien años de perdón                      | Mellizo                      | Daniel Calparsoro         |
| 2017 | Es por tu bien                           | Arturo                       | Carlos Therón             |
| 2017 | Contratiempo                             | Tomás Garrido                | Oriol Paulo               |
| 2017 | Oro                                      | Sargento Bastaurrés          | Agustín Díaz Yanes        |
| 2018 | Tu hijo                                  | Jaime Jiménez                | Miguel Ángel Vivas        |
| 2021 | Way Down                                 | Gustavo                      | Jaume Balagueró           |
| 2021 | La familia perfecta                      | Miguel Martínez              | Arantxa Echevarría        |
| 2022 | Historias para no contar                 | Andrés                       | Cesc Gay                  |
| 2023 | Cerrar los ojos                          | Julio Arenas                 | Víctor Erice              |
| 2023 | Verano en rojo                           | Luna                         | Belén Macías              |
| 2024 | What About Love                          | Rafael Santiago              | Klaus Menzel              |
| 2024 | Puntos suspensivos                       | Jota                         | David Marqués             |

### Televisión
| Año         | Serie                 | Cadena      | Personaje               | Notas        |
| ----------- | --------------------- | ----------- | ----------------------- | ------------ |
| 1989 - 1990 | Brigada Central       | La 1        | Lucas                   | 14 episodios |
| 1990        | La mujer de tu vida   | La 1        | Josecho                 | 1 episodio   |
| 1994        | Compuesta y sin novio | Antena 3    | Avelino Ventosa         | 13 episodios |
| 1994 - 1996 | Hermanos de leche     | Antena 3    | Chus                    | 56 episodios |
| 1997        | Don Juan              | La 1        | Don Juan                | 2 episodios  |
| 1998 - 2002 | Periodistas           | Telecinco   | Luis Sanz               | 97 episodios |
| 2003        | Código fuego          | Antena 3    | Alberto Quintana        | 6 episodios  |
| 2004        | Los Serrano           | Telecinco   | Luis Sanz               | 1 episodio   |
| 2004        | Los 80                | Telecinco   | Martín Ortega           | 6 episodios  |
| 2007        | RIS Científica        | Telecinco   | Ricardo Ventura         | 13 episodios |
| 2009 - 2010 | Acusados              | Telecinco   | Joaquín de la Torre     | 26 episodios |
| 2011        | Cheers                | Telecinco   | Faustino Santaolalla    | 1 episodio   |
| 2013        | Aída                  | Telecinco   | Él mismo                | 2 episodios  |
| 2014 - 2016 | El Príncipe           | Telecinco   | Francisco «Fran» Peyón  | 31 episodios |
| 2016        | Nit i Dia             | TV3         | Piter                   | 3 episodios  |
| 2017        | Vergüenza             | #0          | Él mismo                | 1 episodio   |
| 2018        | Gigantes              | #0          | Abraham Guerrero        | 3 episodios  |
| 2018 - 2020 | Vivir sin permiso     | Telecinco   | Nemesio «Nemo» Bandeira | 23 episodios |
| 2020        | Veneno                | Atresplayer | Taxista                 | 1 episodio   |
| 2021        | El inocente           | Netflix     | Teo Aguilar             | 8 episodios  |
| 2022 - 2024 | Entrevías             | Telecinco   | Tirso Abantos           | 32 episodios |
| 2023; 2025  | La chica de nieve     | Netflix     | Eduardo Vergara         | 9 episodios  |
| 2025        | Legado                | Netflix     | Federico Seligman       | 8 episodios  |

### Teatro
- El público (1987)
- Hécuba (1991)
- La pasión de amar (1991)
- El gran mercado del mundo (1992)
- La señorita Julia (1993)
- Algo en común (1997)
- La habitación azul (1999)
- Paseo romántico por la poesía española (2006)
- Hamlet (2008)
- Oleanna (2011)

### Publicidad
- Yogures BIO (Danone, 1999);
- Festival Solidario de Cine Español de Cáceres (Ayuntamiento de Cáceres, 2009)
- Yogures Activia (Danone, 2006);
- Testimono (Ayuda en Acción, 2010);
- Orgullosos de Apadrinar (Ayuda en Acción, 2012);
- Vuelven las motos (Moto GP, Mediaset España, 2014);
- Haciendo cerveza  1x05 (Cervezas Ámbar, 2017);
- Algo que compartir (Cortefiel, 2017) junto a Eva González;
- Festival Solidario de Cine Español de Cáceres (ReBross, 2018)
- La búsqueda (Chocolates Valor, 2018) junto a Álex González y Michelle Jenner;
  - ¿Quién se ha comido mi chocolate? (Chocolates Valor, 2018);
  - Cacao Soluble 70 (Chocolates Valor, 2019);
  - Chocolate con Leche 45% Cacao (Chocolates Valor, 2019);
- Apuestas (Bet365, 2019);
- No sabemos lo que tenemos (AOVE, 2020);
- Audible (Amazon, 2020) junto a Alaska, Mario Vaquerizo y Michelle Jenner;
- Haz que cada momento cuente (Cardhu, 2021) junto a su hijo Nicolás;
- Fundido a Negro (Chocolates Valor, 2022) junto a Álex González y Michelle Jenner;
- Aceites de Oliva de España (AOVE, 2022) junto a Nico Coronado;

## Premios y candidaturas
Premios Goya
| Año  | Categoría                                   | Película                       | Resultado |
| ---- | ------------------------------------------- | ------------------------------ | --------- |
| 1999 | Mejor interpretación masculina de reparto   | Goya en Burdeos                | Nominado  |
| 2002 | Mejor interpretación masculina de reparto   | La caja 507                    | Nominado  |
| 2011 | Mejor interpretación masculina protagonista | No habrá paz para los malvados | Ganador   |
| 2018 | Mejor interpretación masculina protagonista | Tu hijo                        | Nominado  |
| 2023 | Mejor interpretación masculina de reparto   | Cerrar los ojos                | Ganador   |

Premios Feroz
| Año  | Categoría              | Película                   | Resultado |
| ---- | ---------------------- | -------------------------- | --------- |
| 2017 | Mejor actor de reparto | El hombre de las mil caras | Nominado  |
| 2024 | Mejor actor de reparto | Cerrar los ojos            | Nominado  |

Premios Fotogramas de Plata
| Año  | Categoría                 | Película                       | Resultado |
| ---- | ------------------------- | ------------------------------ | --------- |
| 1998 | Mejor actor de televisión | Periodistas                    | Ganador   |
| 2002 | Mejor actor de cine       | La caja 507                    | Nominado  |
| 2011 | Mejor actor de cine       | No habrá paz para los malvados | Ganador   |
| 2012 | Mejor actor de cine       | El cuerpo                      | Nominado  |

Premios de la Unión de Actores
| Año  | Categoría                        | Película                       | Resultado |
| ---- | -------------------------------- | ------------------------------ | --------- |
| 2011 | Mejor actor protagonista de cine | No habrá paz para los malvados | Ganador   |

Medallas del Círculo de Escritores Cinematográficos
| Año  | Categoría              | Película                       | Resultado |
| ---- | ---------------------- | ------------------------------ | --------- |
| 2003 | Mejor actor            | La vida mancha                 | Nominado  |
| 2011 | Mejor actor            | No habrá paz para los malvados | Ganador   |
| 2023 | Mejor actor secundario | Cerrar los ojos                | Ganador   |

Premios Sant Jordi
| Año  | Categoría           | Película                       | Resultado |
| ---- | ------------------- | ------------------------------ | --------- |
| 2011 | Mejor actor español | No habrá paz para los malvados | Ganador   |

Premios Turia
| Año  | Categoría   | Película    | Resultado |
| ---- | ----------- | ----------- | --------- |
| 2002 | Mejor actor | La caja 507 | Ganador   |

Premios de la Sociedad Internacional de Cinéfilos
| Año  | Categoría              | Película        | Resultado |
| ---- | ---------------------- | --------------- | --------- |
| 2024 | Mejor actor de reparto | Cerrar los ojos | Nominado  |

Festival de Cine de Alicante
| Año  | Categoría                            | Resultado |
| ---- | ------------------------------------ | --------- |
| 2011 | Premio de Honor "Ciudad de Alicante" | Ganador   |

Premios TP de Oro
| Año  | Categoría                 | Película        | Resultado |
| ---- | ------------------------- | --------------- | --------- |
| 1990 | Mejor actor de televisión | Brigada Central | Nominado  |
| 2000 | Mejor actor de televisión | Periodistas     | Nominado  |

Otros premios
- 2011: XVII Premio José María Forqué a la "Mejor interpretación masculina" por No habrá paz para los malvados.
- 2011: "Personaje Rolling del Año" por su soberbia actuación en No habrá paz para los malvados.
- 2011: XV Premio Protagonistas en el apartado de Cine.
- 2012: Premio Jorge Fiestas de la Peña Periodística Primera Plana.
- 2012: Premio Kapital.
- 2013: Premio de la Cultura [Cine], que concede la Comunidad de Madrid.[16]
- 2013: Premio de honor de la Muestra de Cine Latinoamericano de Lérida.[17]
- 2016: Medalla de Oro al Mérito en las Bellas Artes.
- 2025: Gran Cruz de la Orden del Dos de Mayo.